# Wilda
Wilda (niem. Wilde) – część miasta Poznania i jednocześnie jednostka obszarowa Systemu Informacji Miejskiej (SIM), wchodząca w skład osiedla administracyjnego Wilda, leżąca w centralnej części miasta.
Od północy graniczy z centrum miasta, od zachodu z Łazarzem i Górczynem, od południa z rejonem Dębca, od wschodu z Łęgami Dębińskimi.

## Granice
Według Systemu Informacji Miejskiej Wilda jako jednostka obszarowa mieści się w granicach:
- od wschodu: ulicą Dolna Wilda;
- od południa: torami kolejowymi;
- od zachodu: torami kolejowymi do Mostu Dworcowego łącznie z gmachem dworca PKP Poznań Główny;
- od północy: ulicami Matyi (dawny odcinek ul. Towarowej) i Królowej Jadwigi[3].

Historyczną granicą Wildy i Dębca jest ulica Wspólna.

## Architektura i urbanistyka
Połączenie podpoznańskiej wsi Wilda z Poznaniem w 1900 i wyznaczenie jej na dzielnicę przemysłową w 1903 i dostosowanie nowego planu regulacji tych terenów do istniejącej już siatki ulic przyczynił się do specyficznego ukształtowania tego zespołu. Centralnym punktem Wildy stał się plac Bismarcka, czyli dzisiejszy Rynek Wildecki, który podzielił ją na część północną – z zabudową podobną do innych dzielnic z tego okresu i w zasadzie pozbawioną zabudowy przemysłowej oraz południową, gdzie zabudowa przemysłowa przeważa (znajdują się tam m.in. Zakłady im. Hipolita Cegielskiego) i zachodnią z istniejącymi już wcześniej Zakłady Naprawcze Taboru Kolejowego Poznań (1870).
Główną ulicą stała się, podobnie jak na Łazarzu, dawna wylotowa ulica z miasta tj. ul. Następcy Tronu (obecnie Górna Wilda i 28 Czerwca 1956 r.), uzupełniona o dwie nowo wytyczone: Wierzbięcice (dawniej Nowa Rycerska, później nazwana ul. Bittera) i ul. Przemysłową (ul. Małgorzaty). Ulica Dolna Wilda, obecna trasa wylotowa z tej części miasta, nie odgrywała wówczas większej roli. Pomiędzy tymi ulicami wytyczono siatkę poprzecznych ulic. Szerokie pasy chodnika pozwoliły, zgodnie z koncepcją urbanistyczną Josepha Stübbena, na wygospodarowanie przedogródków (zachowanych np. na całej długości ul. Poplińskich). Nieliczne sklepy lokalizowano natomiast na narożnikach ulic.
Zabudowa głównych ulic nie odbiega od innych wielkomiejskich dzielnic Poznania tego okresu, choć architektura powstających na początku XX wieku kamienic jest bardziej zestandaryzowana, a secesyjny detal zastąpił pozbawiony dekoracji klasycyzm z charakterystycznymi wykuszami, balkonami i ukształtowaniem dachów oraz boniowaniem elewacji. Boczne ulice natomiast przez wieloetapowość zabudowy i skomplikowane stosunki własnościowe (podobnie jak na Jeżycach) nie były już tak jednolite architektonicznie, tam starsza zabudowa miesza się z nowszą.
Po 1910 układ urbanistyczny uzupełniony został o okazałe osiedle pierwszej poznańskiej spółdzielni mieszkaniowej Spar- und Bauverein przy obecnej ul. 28 Czerwca 1956 r. i ul. Wspólnej – kolonię robotników kolejowych, gdzie wielkie domy mieszkalne od głównej ulicy połączone były z jednorodzinnymi domami szeregowymi i pojedynczymi domami wewnątrz założenia.
Obecnie nieliczne puste działki wypełniają się budynkami o różnej stylowo i jakościowo architekturze, ale wielkością wpisują się w istniejącą tkankę dzielnicy.
Zespół urbanistyczno-architektoniczny Wildy od 6 października 1982 figuruje w rejestrze zabytków pod numerem A-239.
Według architekta Stanisława Sipińskiego Wilda, w historii polskiej urbanistyki, jest jedną z pereł w koronie – dzielnicą zabudowaną niezwykle przemyślanie i na wysokim poziomie architektonicznym. Znajduje się tutaj wiele interesujących przykładów budownictwa różnych epok.

## Historia

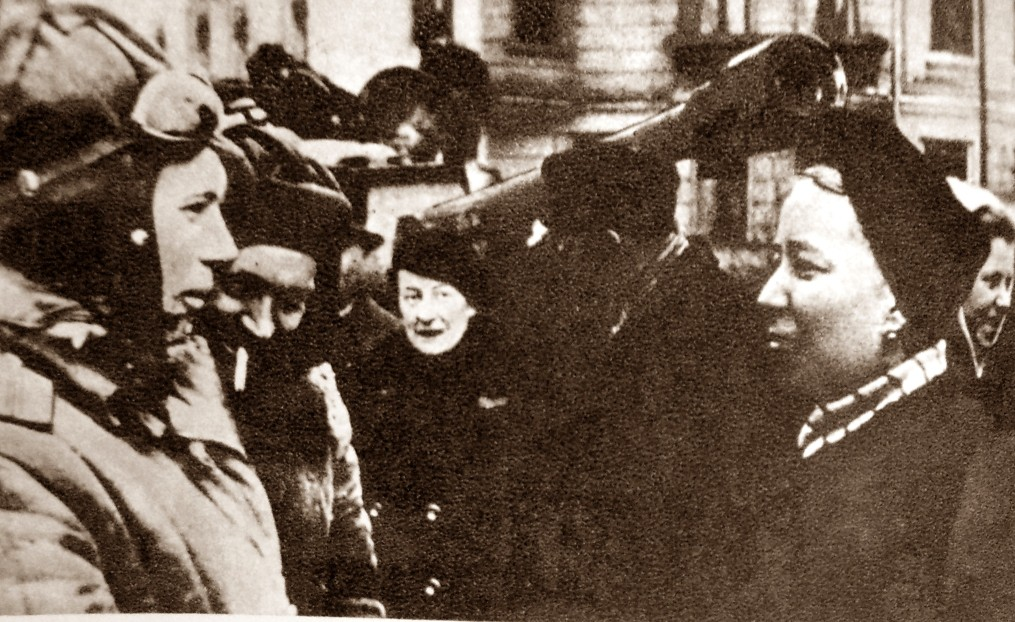
Czołgiści radzieccy na skrzyżowaniu ulic Górna Wilda (obecna ulica 28 czerwca 1956 r.) i Wybickiego w dniu 27 stycznia 1945

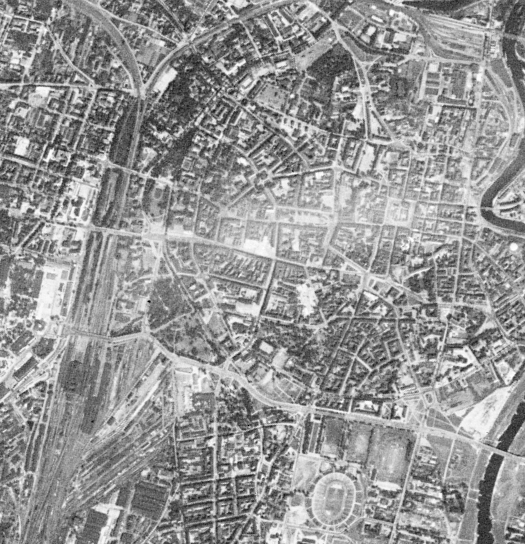
Centrum Poznania sfotografowane przez amerykańskiego satelitę wywiadowczego KH-4A 1023, 23 sierpnia 1965. Widoczne Wilda, Jeżyce, Centrum i Garbary

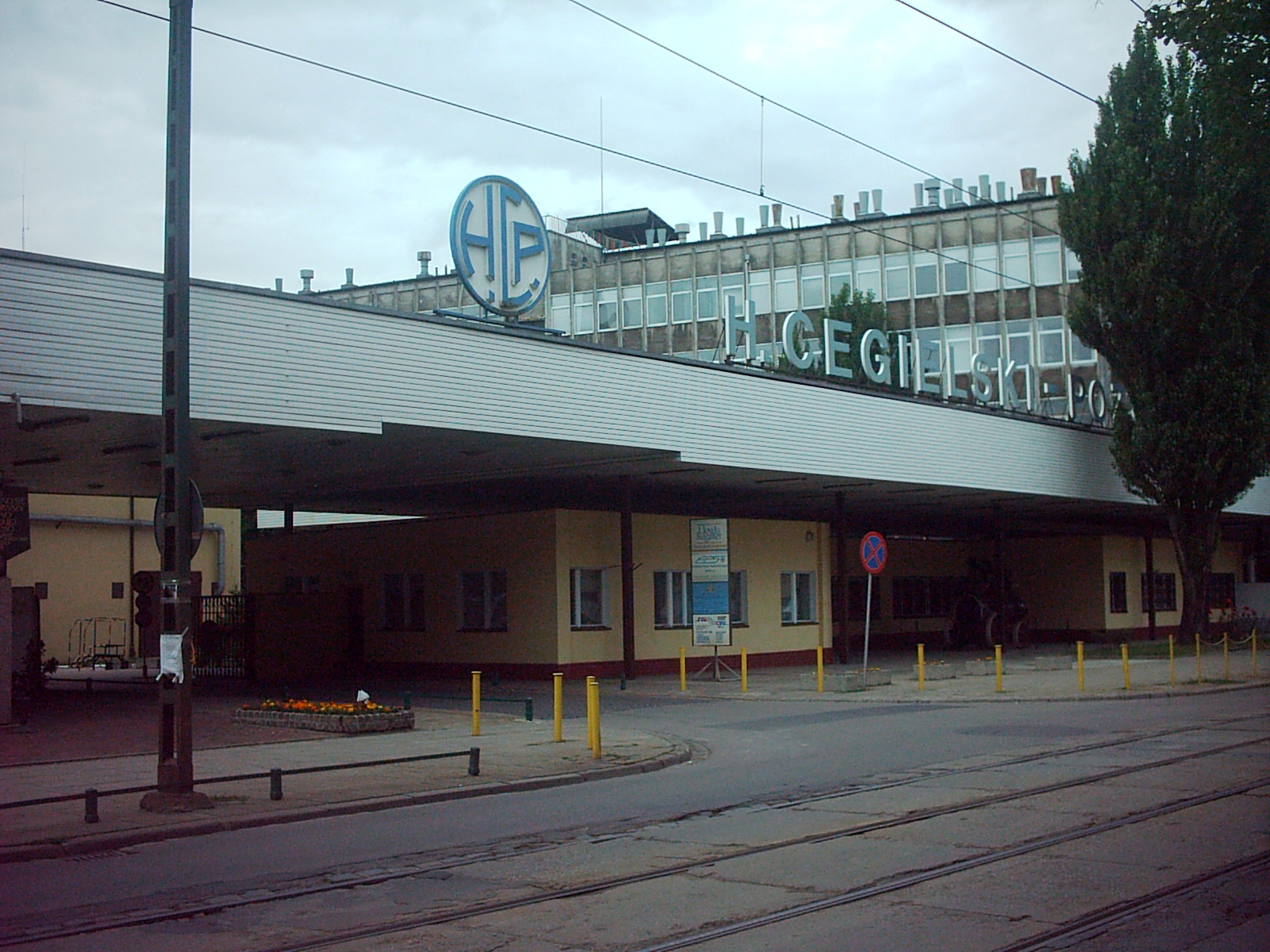
Wejście na teren zakładów H. Cegielski – Poznań S.A., nad bramą widoczne logo firmy

Pierwsza wzmianka o Wildzie pochodzi z 1253 – Władysław Odonic oddał poznańskiemu biskupstwu wieś Minikowo wraz z przyległymi gospodarstwami, wśród nich są Wierzbice (pierwotna nazwa Wildy). 31 maja 1488 Wierzbice kupił Jakub Wilda, to od jego nazwiska dzielnica zyskała później swoje miano. Najprawdopodobniej w 1529 folwark Wilda (wraz ze wsią Luboń) zakupiło miasto. Uprawiano tu potem najwięcej pszenicy z posiadłości miejskich. Hodowano też konie. Do folwarku należały trzy młyny. W drugiej połowie XVI w. u zbiegu dzisiejszych ulic Niedziałkowskiego i Górnej Wildy powstał na terenach byłego leprozorium rycerzy św. Łazarza szpital dla ubogich pw. św. Łazarza. W XVII w. folwark Wilda był jedynym folwarkiem miejskim, który charakteryzował się wysoką produkcją zbóż towarowych – głównie dla miejskiego przemysłu spożywczego, a po potopie szwedzkim browar folwarku wildeckiego był na rynku lokalnym jedynym konkurentem browarów miejskich. W początkach XVIII wieku splądrowana przez szwedzkie wojska Wilda popadła w zupełną ruinę. To wtedy władze Poznania i biskupstwo postanowili sprowadzić osadników z Bambergu. Pierwsi Bambrzy trafili na Wildę w 1747. W 1819 liczyła 459 mieszkańców (łącznie Górna i Dolna). Gwałtowny rozwój podpoznańskiej wtedy miejscowości przypada na wiek XIX:
- 1818 – przy Dolnej Wildzie powstała pierwsza szkoła (również dla dzieci z Łazarza);
- 1820 – dla księżnej Ludwiki Radziwiłł, żony namiestnika Wielkiego Księstwa Poznańskiego i właścicielki pałacyku myśliwskiego na Dębinie, wytyczona została Droga Dębińska;
- ok. 1825 – przy Drodze Dębińskiej powstał ogród rozrywkowy „San Domingo”, własność mistrza kominiarskiego Karola Dominika;
- 1895 – przy Dolnej Wildzie stanęła elektrownia gminy Wilda ze stacją pomp (obecnie jest to rejon Łęgów Dębińskich);
- 1897 – przy placu Bergera (dziś M. Skłodowskiej-Curie) powstał posterunek straży pożarnej;

25 sierpnia 1888 Górna i Dolna Wilda, dotychczas funkcjonujące jako odrębne gminy miejskie, zostały decyzją landratu poznańskiego połączone w jedną jednostkę administracyjną. 3 listopada 1899 władze Wildy postanowiły przyłączyć miejscowość do Poznania (choć wniosek o połączenie Jeżyc oraz Górnej Wildy i Dolnej Wildy z miastem złożyły już w 1871, jednak spotkał się on wtedy z odmową władz pruskich). Wilda stała się dzielnicą wraz z dwiema innymi podpoznańskimi wsiami o silnych wpływach bamberskich – Łazarzem i Jeżycami – dokładnie 1 kwietnia 1900. Nazwa ul. Granicznej na Łazarzu upamiętnia przebieg granicy między gminami Wilda i Łazarz sprzed 1900 (obszar ten w praktyce już wcześniej został oddzielony od Wildy torami kolejowymi).
Nowa dzielnica szybko stała się jednym z najbardziej „poznańskich” rejonów Poznania, stanowiącym o charakterze miasta. To tu współżyli pokojowo Polacy, Niemcy i potomkowie bamberskich osadników (w dzielnicy funkcjonowały dwie świątynie – ewangelicki zbór z 1904 przy Rynku Wildeckim oraz katolicki kościół Zmartwychwstania Pańskiego z 1926). 1 lutego 1913 powstaje drużyna harcerska im. Leszka Białego, która daje początek Hufcowi ZHP Poznań-Wilda im. Jana Kasprowicza. W 1912 na Wildzie właśnie powstał klub sportowy Warta Poznań, który w 1929 na świeżo oddanym do użytku Stadionie Miejskim (przy Dolnej Wildzie, współcześnie jest to obszar Łęgów Dębińskich) zdobył mistrzostwo Polski.
Ten sam stadion podczas okupacji niemieckiej (od 1 maja 1941) służył za obóz pracy dla Żydów (Judenarbeitslager-Stadion). W okresie od 1939 do 1940 w Lasku Dębińskim, nieopodal nasypu toru kolejowego z Poznania Głównego do Starołęki, gestapo dokonało egzekucji masowej kilkuset Polaków i Żydów, w większości przywiezionych z obozu zagłady Fortu VII w Poznaniu. Podobnie jak Warta Poznań, dla rdzennych poznaniaków symbolem miasta są również działające na Wildzie Zakłady im. Hipolita Cegielskiego (HCP – zwane gwarowo „Ceglorzem”). To tu 28 czerwca 1956 rozpoczął się jeden z pierwszych w całej komunistycznej Europie zryw przeciw władzy, znany dziś jako Poznański Czerwiec, kiedy poznańscy robotnicy zażądali przestrzegania praw człowieka. Tego właśnie dnia pracownicy HCP, noszącego wtedy nazwę Zakładów im. Stalina w Poznaniu (ZISPO), wyruszyli pochodem spod zakładu do centrum miasta, idąc ówczesną ulicą Dzierżyńskiego – dziś noszącą nazwę 28 Czerwca 1956 r.
Wilda w latach 1954–1990 należała do dzielnicy o takiej samej nazwie tj. Wilda.
W 1993 r. utworzono jednostkę pomocniczą miasta Osiedle Wilda. Następnie w 1995 utworzono Osiedle 28 Czerwca 1956 W 2010 w Poznaniu przeprowadzono reformę funkcjonalną jednostek pomocniczych i 1 stycznia 2011 połączono osiedla administracyjne: Wilda i 28 Czerwca 1956 r. w jedno Osiedle Wilda.
W 2021 przy Skwerze Marii Rataj uruchomiono pierwszy w Poznaniu totem multimedialny z informacjami bieżącymi i historycznymi na temat dzielnicy.

## Kultura

### Kina

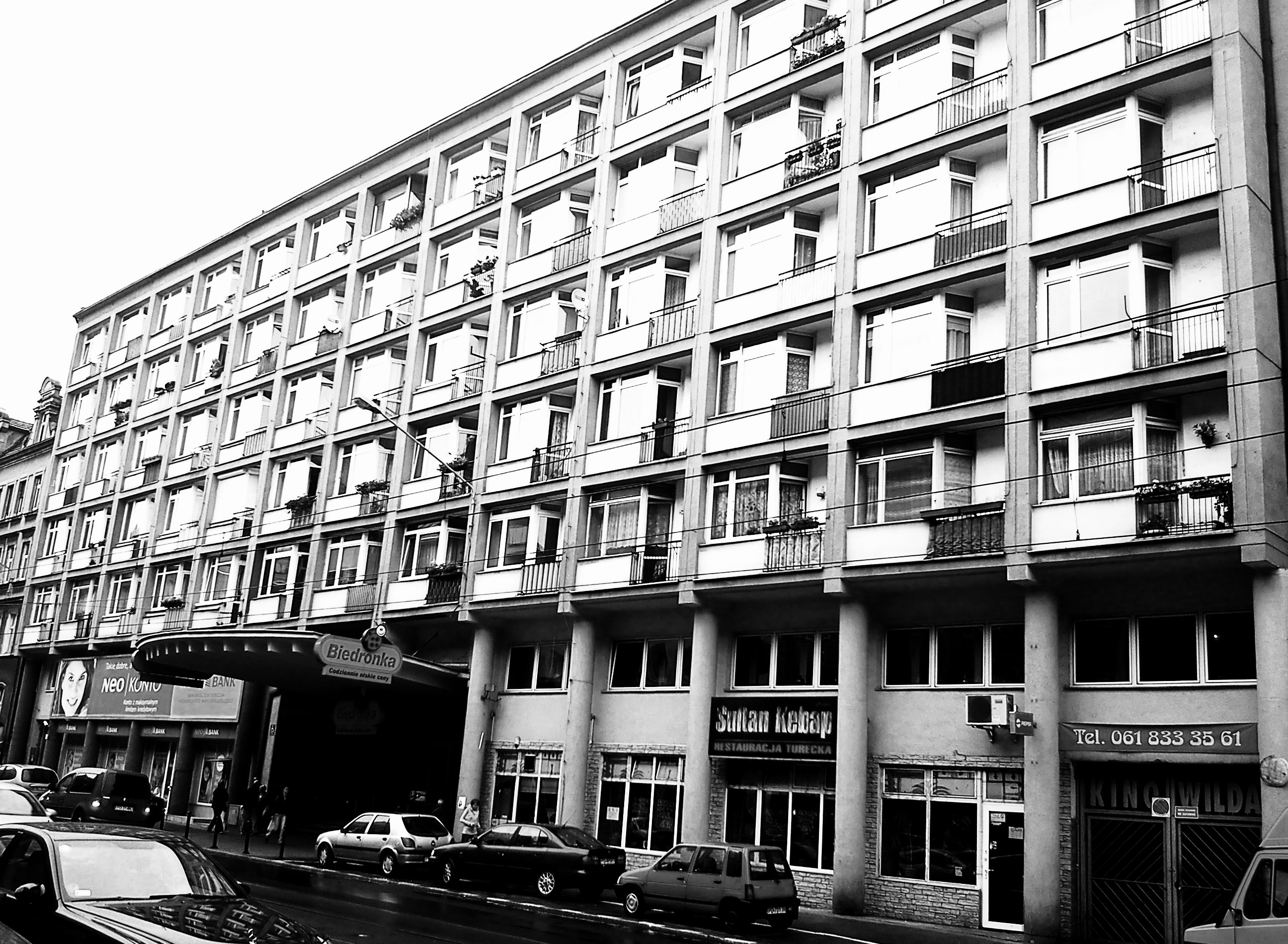
Dawne kino Wilda w 2011

W okresie dwudziestolecia międzywojennego na Wildzie działało Kino Tęcza na rogu ulic Górna Wilda i Spychalskiego, należące do Agnieszki Krakowskiej, filmy puszczano także w kinie prowadzonym przez Parafię Zmartwychwstania Pańskiego.
W 1962 wybudowano Kino Wilda. Kino przeszło gruntowny remont w 1999. 6 lat później zaprzestało działalności, obecnie w budynku mieści się dyskont.
W dniu 23 września 2009 zostało otwarte Kino 5D Extreme w centrum handlowym Green Point. Trzy lata później zostało zlikwidowane.

### Biblioteki

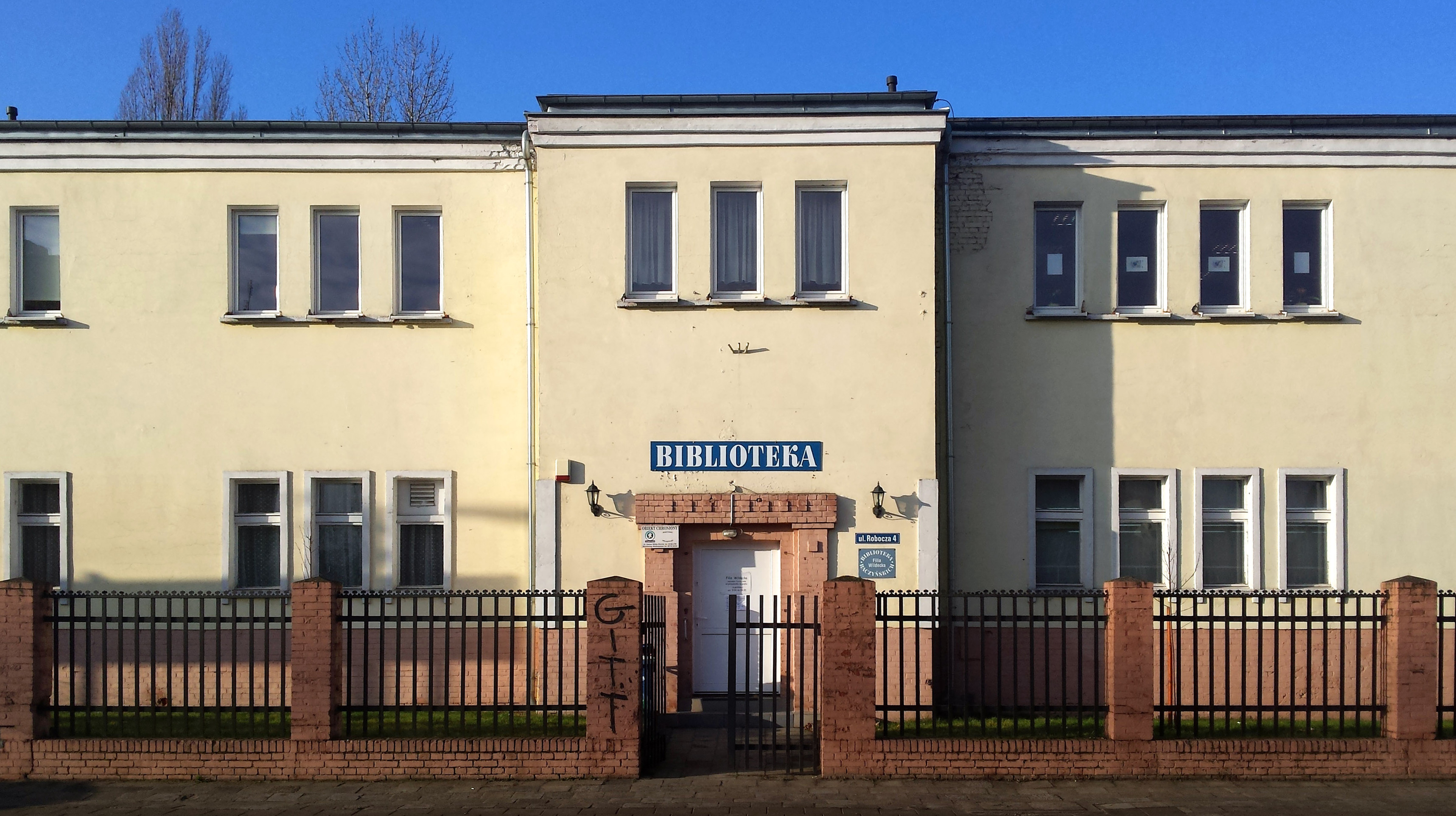
Filia Biblioteki Raczyńskich przy ul. Roboczej

Od 1911 w kamienicy przy ulicy Wierzbięcice 21 działała na Wildzie biblioteka Towarzystwa Czytelni Ludowych, połączona z czytelnią czasopism. Początkowo bibliotekę prowadził Stefan Dobrowolski, następnie (w latach 1927–1928) Helena Cichówna. W latach 20. XX wieku biblioteka przeniosła się na ulicę Górna Wilda 102. Oferowała czytelnikom 4 czasopisma do bieżącej lektury, a także księgozbiór liczący ok. 1800 książek (w latach 20.). W latach 20. placówkę odwiedzało regularnie ok. 150 osób, w następnej dekadzie – 63 osoby.
Obecnie na Wildzie działają filie Biblioteki Raczyńskich. Filia przy ulicy Roboczej oferuje czytelnikom księgozbiór liczący 37 tysięcy pozycji, a także czasopisma i multimedia. Filia nr 17 przy ulicy 28 czerwca 217/219 posiada zbiory liczące 41 tysięcy woluminów, a także czasopisma.

### Chóry i zespoły

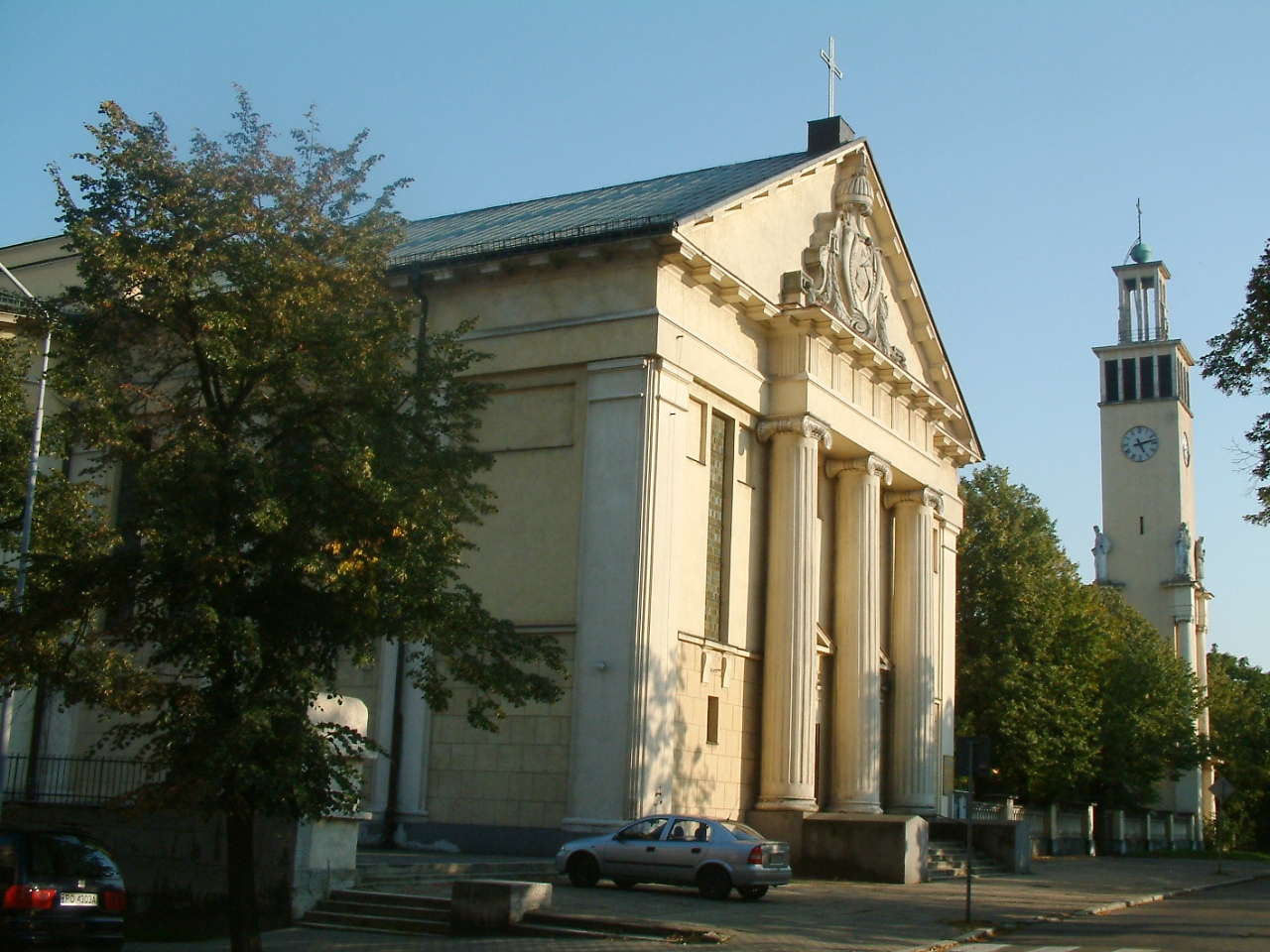
Kościół Zmartwychwstania Pańskiego

Od 18 lipca 1910 na Wildzie działało Koło Śpiewackie Chopin. Funkcję dyrygenta pełnili w nim m.in. Tomasz Barwicki, Stanisław Gronowski, Stanisław Hutten-Czapski, Stanisław Wiechowicz, Michał Swerzyński, Stanisław Kwaśnik oraz Edward Witkowski. Chór otrzymywał liczne nagrody w krajowych konkursach śpiewaczych, pod koniec lat 20. XX wieku należał do najlepszych zespołów w Wielkopolsce. Ponadto na terenie Wildy od 1919 działało utworzone przy Warsztatach Głównych Kolejowych Koło Śpiewaków Kolejarzy „Moniuszko” (przemianowane w 1928 na Chór Męski Kolejarzy „Moniuszko”) oraz chóry kościelne (m.in. chór Ewangelickiej Gminy Kościelnej św. Mateusza, Towarzystwo Chóru Kościelnego pw. św. Cecylii, chór przy Parafii Zmartwychwstania Pańskiego, Towarzystwo Chóru Kościelnego pw. św. Marcina).

### Nazwy własne
Charakterystyczne dla Wildy jest specyficzne, skrótowe nazywanie ulic, np. zamiast Kilińskiego – Kilina, czy zamiast Madalińskiego – Madalina. Nieformalną nazwę zyskał skwer na połączeniu ulic Wierzbięcice i Górnej Wildy, nazywany potocznie Bahamami.

### Poezja
Wiersz Ulica Fabryczna autorstwa Jerzego J. Kaczmarka zdobył nagrodę publiczności na XVIII Turnieju Wiersza o Poznaniu i Wielkopolsce w 1989.

## Ważniejsze miejsca i zabytki
- zabytkowe budynki szkolne

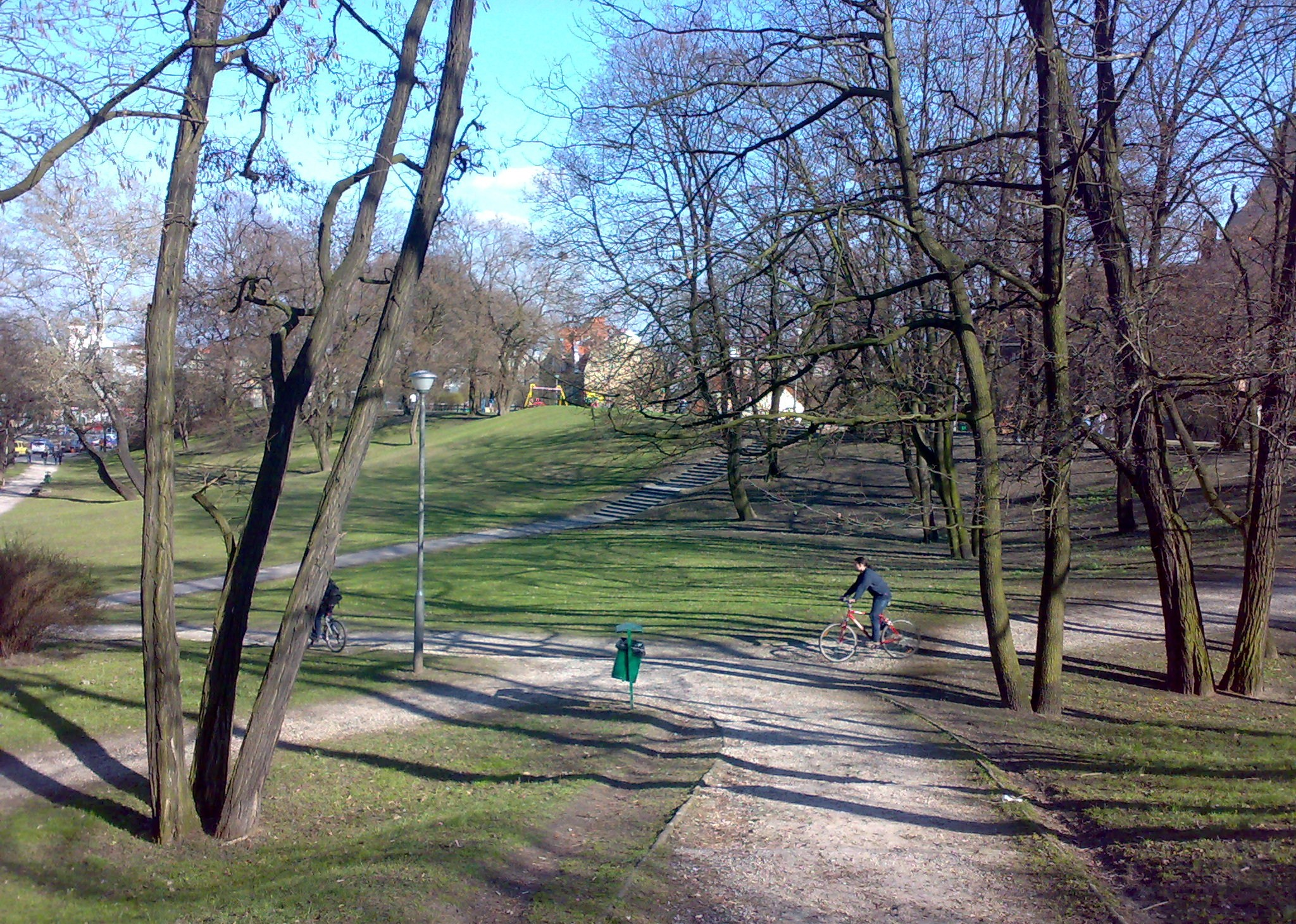
Park Drwęskich (2010)

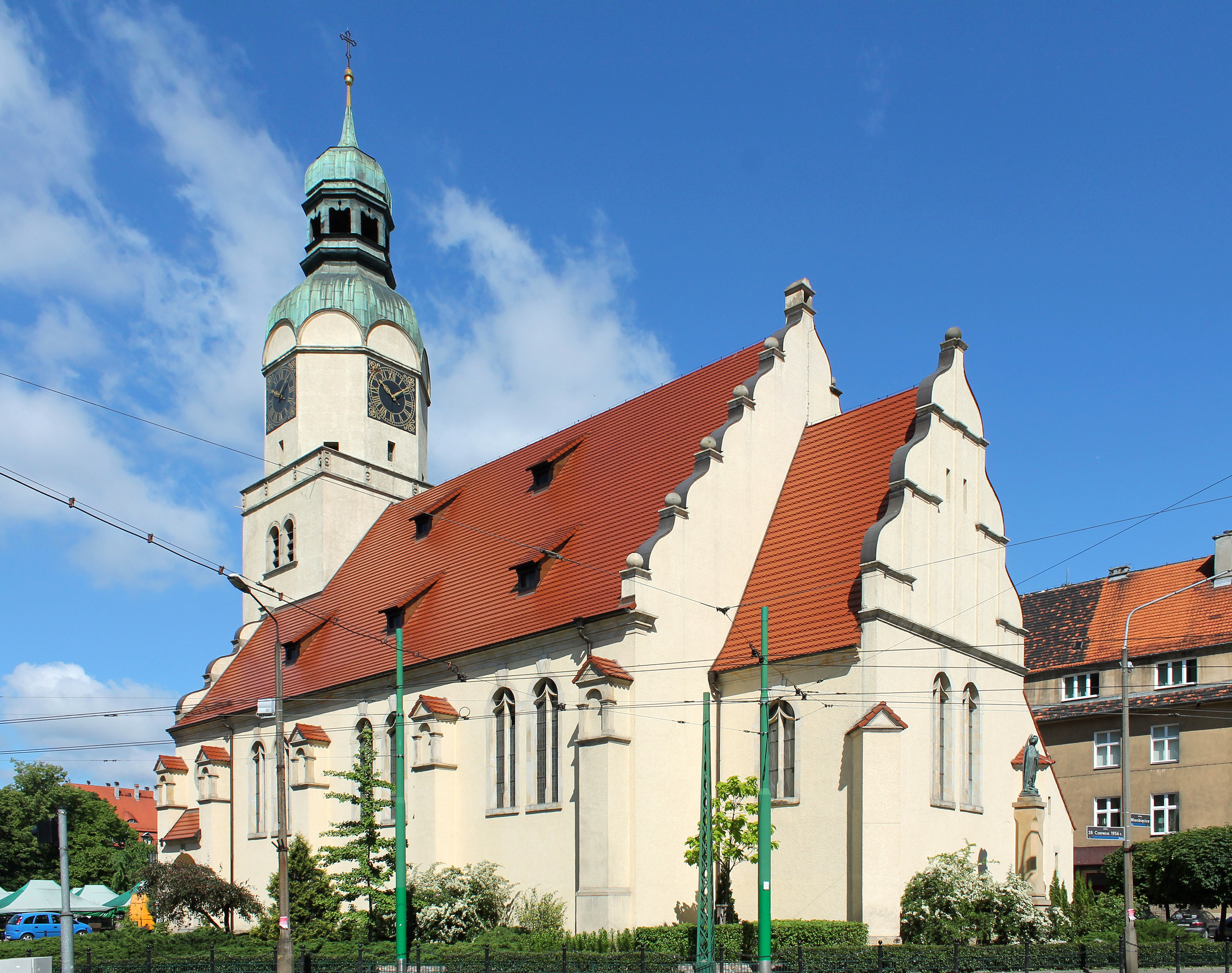
Kościół Maryi Królowej

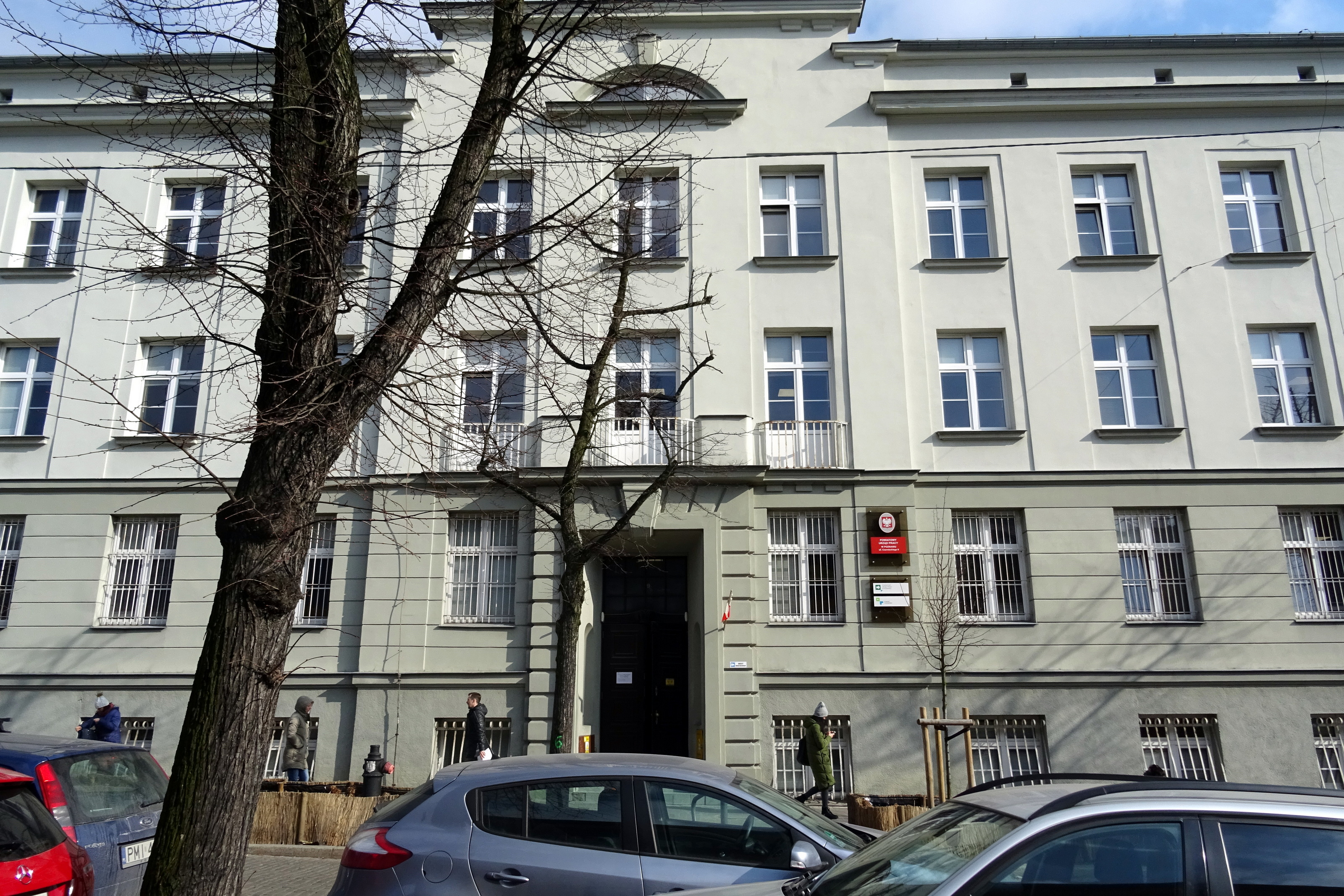
Powiatowy Urząd Pracy przy ul. Czarnieckiego 9

  - Szkoła podstawowa nr 25 (ul. Prądzyńskiego 53)
  - Szkoła przy ulicy Różanej (ul. Różana 1/3)
  - Szkoła gminna na Wildzie (Plac Marii Skłodowskiej-Curie 1)
  - Rektorat Politechniki Poznańskiej (Plac Marii Skłodowskiej-Curie 5)
- Dom Starców na Wildzie (Plac Marii Skłodowskiej-Curie 2)
- Willa Bajerleina (ul. Różana 13)
- Willa Brunona Hermanna w Poznaniu (ul. 28 Czerwca 1956 nr 188)
- Kamienica pod Koroną (ul. Górna Wilda 107)
- Łaźnia miejska na Wildzie (ul. Przemysłowa 62)
- Leprozorium św. Łazarza (ul. Niedziałkowskiego 30)
- Młyn Hermanka (ul. Fabryczna 22/23)
- V Liceum Ogólnokształcące im. Klaudyny Potockiej (ul. Zmartwychwstańców 10)
- Collegium Marianum (ul. Różana 17)
- Pływalnia przy ulicy Jana Spychalskiego w Poznaniu (ul. Spychalskiego 34[a])
- Akademia Wychowania Fizycznego im. Eugeniusza Piaseckiego (ul. Królowej Jadwigi 27/39)
- Stadion przy Drodze Dębińskiej (ul. Droga Dębińska 12)
- Park Izabeli i Jarogniewa Drwęskich (dawniej Park Lubuski)
- Urząd Pracy (ul. Czarnieckiego 9)
- kościoły i świątynie
  - rzymskokatolickie
    - Kościół Maryi Królowej
    - Kościół Zmartwychwstania Pańskiego

  - innych wyznań
    - Kaplica II Zboru Chrześcijan Baptystów „Koinonia” (ul. Przemysłowa 48a)

## Osoby związane z Wildą

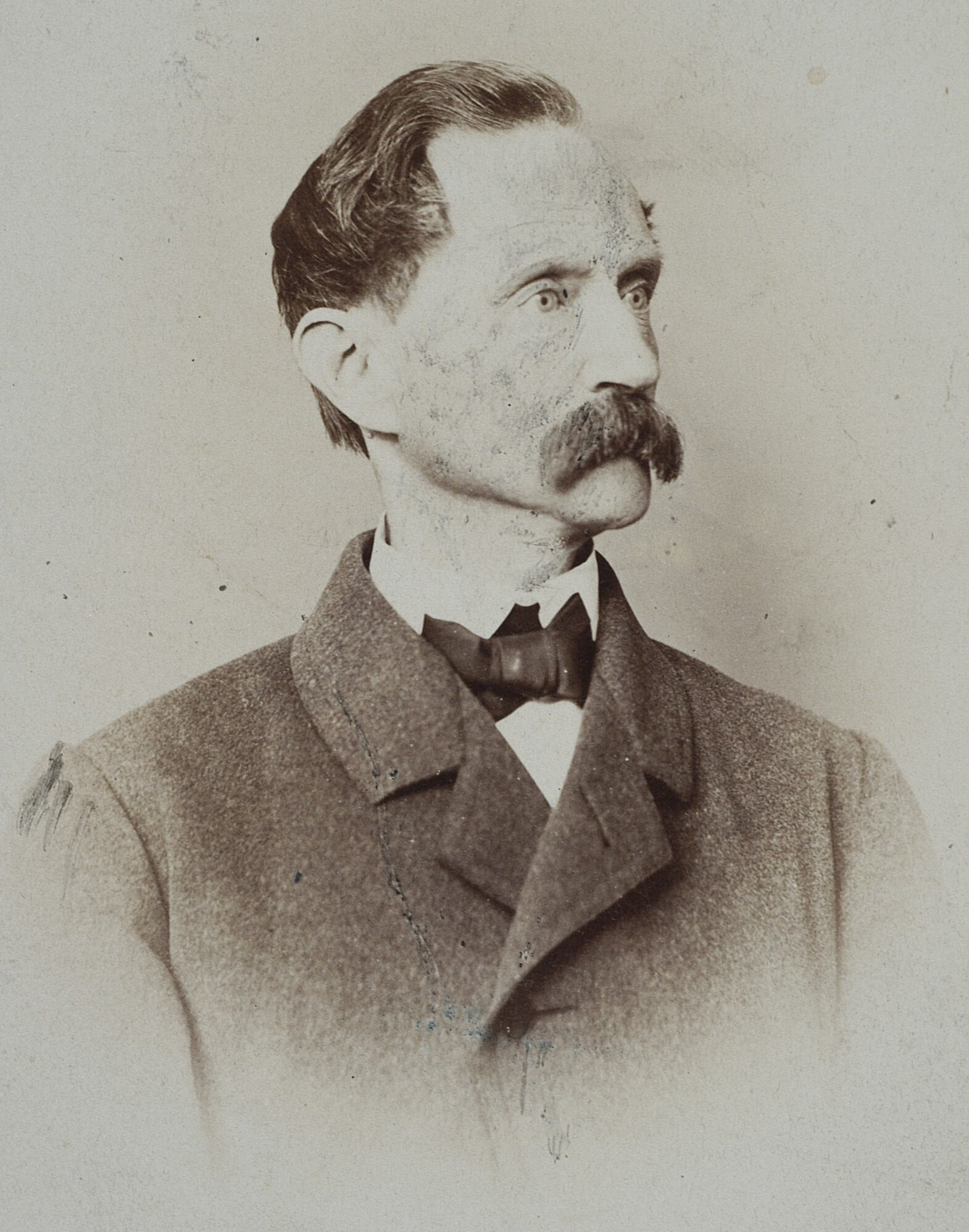
Hipolit Cegielski

- Gotthilf Berger – filantrop, założyciel fundacji związanej z Domem Starców na Wildzie,
- Hipolit Cegielski – przemysłowiec związany z industrializacją Wildy,
- Wiktor Dega – lekarz, kierujący wildecką kliniką ortopedyczną,
- Brunon Hermann – przemysłowiec związany z industrializacją Wildy,
- Jerzy Kurczewski – muzyk mieszkający na Wildzie,
- Joseph Leimbach – architekt, projektant wielu kamienic wildeckich,
- Richardt Mendelski – architekt, projektant wielu kamienic wildeckich,
- Barbara Sobotta – lekkoatletka zamieszkała przy ul. Wierzbięcice 41a,
- na Wildze urodzili się: Roman Wilhelmi (aktor) i Janusz Marciszewski (dziennikarz),
- Jerzy Fryderyk Wojciechowski – kompozytor urodzony i mieszkający na Wildzie

## Komunikacja miejska
Przez obszar Wildy poprowadzono liczne linie tramwajowe oraz autobusowe obsługiwane na zlecenie ZTM.

### Linie tramwajowe

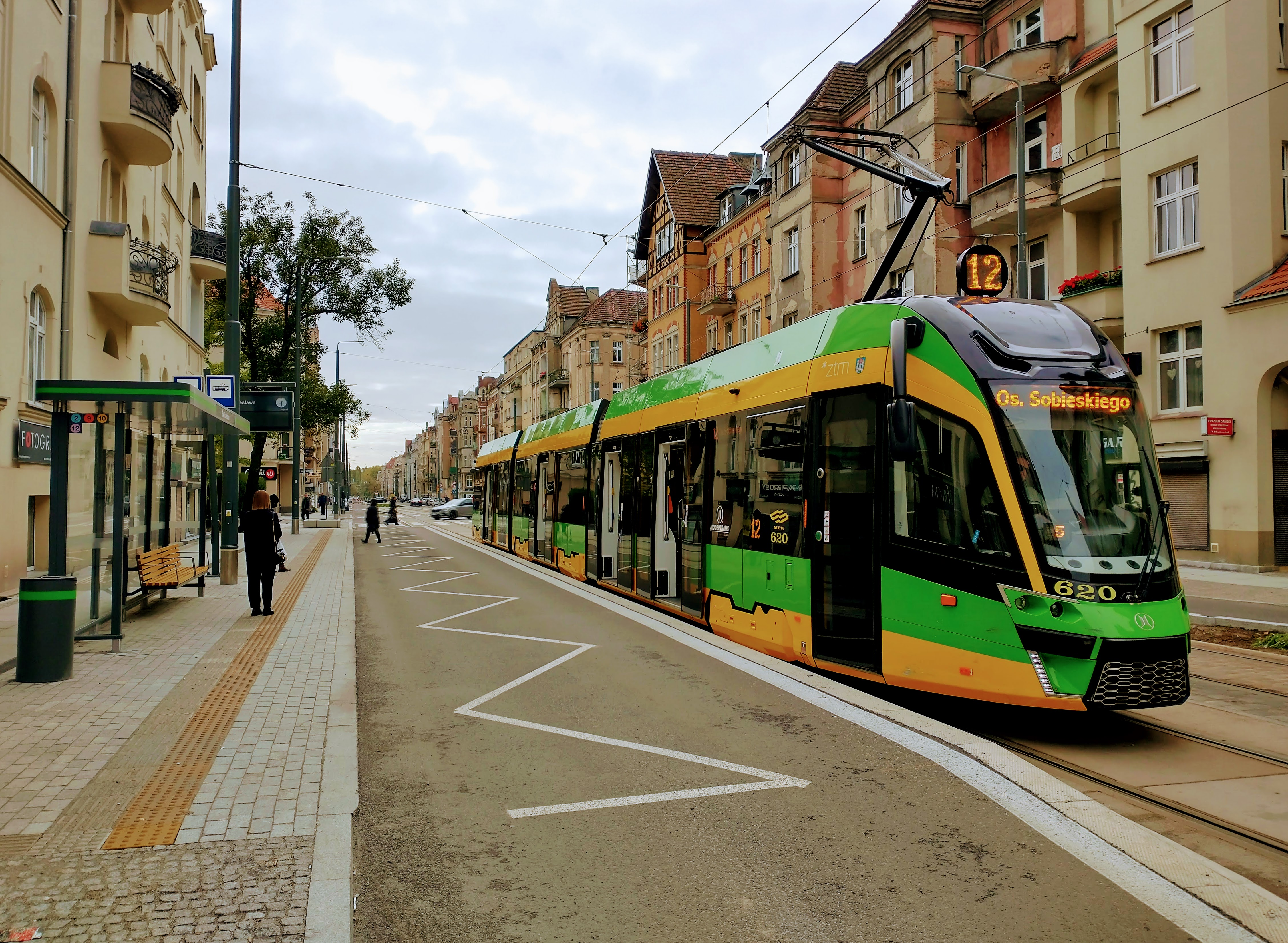
Przystanek tramwajowy „Św. Czesława” przy ulicy Wierzbięcice jest przystankiem typu wiedeńskiego (2021)

Kolejność pętli na podstawie materiału źródłowego
- 1 Junikowo ↔ Franowo
- 2 Ogrody ↔ Dębiec
- 7 Połabska ↔ Ogrody
- 9 Aleje Marcinkowskiego ↔ Dębiec
- 10 Błażeja ↔ Dębiec
- 11 Piątkowska ↔ Unii Lubelskiej.

### Linie autobusowe
- Linie dzienne[36]
  -  151 Poznań Główny ↔ Os. Sobieskiego
  -  168 Strzeszyn↔ Poznań Główny
  -  171 Os. Dębina ↔ Os. Wichrowe Wzgórze
  -  176 Garbary ↔ Os. Dębina

- Linie nocne[37]
  -  232 Rondo Kaponiera ↔ Szwajcarska Szpital
  -  235 Poznań Główny ↔ Os. Sobieskiego
  -  236 Instytut MR ↔ Poznań Główny
  -  238 Rondo Kaponiera ↔ Szwajcarska Szpital
  -  239 Poznań Główny ↔ Wichrowa
  -  243 Luboń/Kręta ↔ Rondo Kaponiera[b]
  -  246 Literacka ↔ Poznań Główny

- Linie podmiejskie[36]
  -  905 Chludowo/Szkoła ↔ Poznań Główny – przewoźnik: ZKP Suchy Las